# ティエレ (小惑星)
ティエレ (1586 Thiele) は、小惑星帯の小惑星。ドイツの天文学者アルノ・ヴァハマンがドイツのベルゲドルフで発見した。
デンマークの数学者、天文学者、トルバルド・ティエレに因んで命名された。